# Rio Tamanduá
O rio Tamanduá é um curso de água do estado de Santa Catarina, no Brasil.
Nasce nas vertentes norte da serra do Espigão (parte da Serra Geral) e corre de sudeste para noroeste por 100 km paralelo ao rio Timbó, do qual é o principal afluente. Em sua extensão existem diversas cachoeiras destacando a cachoeira do Buriti, localizada no inicio da barragem com mesmo nome.